# پچورا
شهر پچورا (به روسی: Печора) در کشور روسیه و در جمهوری کومی واقع شده‌است.